# 1185
Năm 1185 là một năm trong lịch Julius.

## Sự kiện
- Khu đô thị 's-Hertogenbosch được thành lập
- 25 tháng 3: Trận Yashima
- 25 tháng 4: Trận Dan no Ura

## Sinh
- Shunbajunki, lãnh chúa của Okinawa, đời thứ hai thuộc triều Tenson

## Mất
- 16 tháng 3: Baldwin IV thành Jerusalem, vua của Jerusalem
- 25 tháng 4: Thiên hoàng Antoku, Thiên hoàng thứ 81 của Nhật Bản
- 12 tháng 9: Andronikos I Komnenos, Hoàng đế Đông La Mã
- 25 tháng 11: Giáo hoàng Luciô III, giáo hoàng thứ 170 của Giáo hội Công giáo Rôma
- 6 tháng 12: Afonso I của Bồ Đào Nha, vua đầu tiên của Bồ Đào Nha

### Không rõ
- Bhāskara II, nhà toán học và thiên văn học người Ấn Độ
- Hoàn Nhan Doãn Cung, con trai thứ hai của Kim Thế Tông
- Taira no Tokiko, vợ Taira no Kiyomori, mẹ Hoàng hậu Taira no Tokuko và ngoại tổ mẫu của Thiên hoàng Antoku